# Joey Jordison
Joey Jordison, született Nathan Jonas Jordison (Des Moines, Iowa, 1975. április 26. – 2021. július 26.) amerikai zenész, dalszerző, zenei producer volt. A Slipknot nevű nu metal együttes dobosaként vált ismertté, ezen kívül a Murderdolls nevű horror punk zenekarban volt szólógitáros.

## Életpályája
Waukee-ben, az USA Iowa államának most körülbelül 12.000 lelket számláló városában nőtt fel szüleivel és két lánytestvérével. Az első dobfelszerelését 7 évesen kapta. Már játszott néhány zenekarban, mielőtt csatlakozott volna 1995 őszén a The Pale Ones nevű zenekarhoz, aminek a nevét később Slipknotra változtatták.
A Slipknottal Jordison eddig négy stúdió albumon játszott, ő volt a producere a 9.0 Live című koncertlemeznek. Fő projektjein kívül Joey más heavy metal zenekarokkal is játszott, például a Metallica, Rob Zombie, Ministry és a Satyricon. Jordison különböző márkájú dobokat használ, mint például a Pearl Drums és a ddrum. 2013. december 12-én a Slipknot személyes okok miatt megvált tőle, több információt még nem hoztak nyilvánosságra ezzel kapcsolatban.Az egyik 2015-ös interjúban kijelenti, hogy ő nem lépett ki a Slipknotból.(A felvétel elérhető a YouTube-on.)

## Diszkográfia
Slipknot albumok
- Mate. Feed. Kill. Repeat. (1996)
- Slipknot (1999)
- Iowa (2001)
- Vol. 3 (The Subliminal Verses) (2004)
- 9.0 Live (2005)
- All Hope Is Gone (2008)

Murderdolls albumok
- Beyond the Valley of the Murderdolls (2002)
- Women & Children Last (2010)

## Külső hivatkozások
- Joey Jordison honlap